# Động đất Chiba 2005
Động đất Chiba 2005 (2005年の千葉県北西部地震) là trận động đất xảy ra vào lúc 16:35 (theo giờ địa phương), ngày 23 tháng 7 năm 2005. Trận động đất có cường độ 6.0 richter, tâm chấn độ sâu khoảng 73 km. Không có cảnh báo sóng thần đưa ra, nhưng trận động đất đã làm 35 người bị thương, trong đó có hai trường hợp bị thương nặng.